# Fontenay-sous-Fouronnes
Fontenay-sous-Fouronnes település Franciaországban, Yonne megyében. Lakosainak száma 81 fő (2022. január 1.). Fontenay-sous-Fouronnes Val-de-Mercy, Bazarnes, Charentenay, Fouronnes, Mailly-le-Château és Trucy-sur-Yonne községekkel határos.

## Népesség
A település népességének változása:
| Lakosok száma | 73   | 75   | 74   | 73   | 72   | 72   | 73   | 73   | 81   |
|               | 2013 | 2015 | 2016 | 2017 | 2018 | 2019 | 2020 | 2021 | 2022 |